# Porte du potager des ducs d'Épernon
La porte du potager des ducs d'Épernon est située dans le département français de la Gironde, sur la commune de Cadillac, en France.

## Localisation
La porte se trouve au nord-est de la vieille ville, au no 17 de la rue du Parc.

## Historique
La porte qui a clos autrefois le potager des ducs d'Épernon a été construite au XVIIIe siècle ; elle est inscrite au titre des monuments historiques par arrêté du 6 mai 1965.